# Звулун Квартін
Звулун Квартін (івр. זבולון קוורטין; нар. 25 березня 1874, Новоархангельськ, Єлисаветградський повіт, Херсонська губернія, Російська імперія — 3 жовтня 1952, Нью-Йорк, США) — єврейський хазан і композитор, сучасник Мордехая Гершмана.

## Біографія
Квартін дав свій перший концерт у 1896 році в синагозі рідного міста, Новоархангельська. У 1897 році він переїхав до Відня для продовження навчання. Він контактував з Йозефом Зульцером, сином колишнього кантора найбільшої синагоги, віденської Штадттемпель, Соломона Зульцера. У 1903 році йому запропонували посаду хазана у щойно відкритій синагозі Нойдеггергассе у віденському районі Йозефштадт. У 1906 році він підписав свої перші контракти зі звукозаписними лейблами, такими як Deutsche Grammophon, і невдовзі продав понад півмільйона платівок. Він давав концерти в Російському районі[де?], Вільнюсі та Білостоці. У 1910 році він переїхав до Будапешта, щоб стати хазаном у синагозі на вулиці Дохань. У 1914 році йому запропонували гастролювати по США, але йому завадила Перша світова війна.
З 1926 по 1937 рік він проживав у Підмандатній Палестині.
Кантор Квартін був наділений прекрасним, насиченим виразним теноровим голосом з вражаючим діапазоном та спритністю, що дозволяла йому співати швидкі колоратури. Його чудовий голос та вишукані композиції принесли йому міжнародну славу як хазану та композитору. У статті газети «Musical Courier» від 6 травня 1920 року згадується концерт, який він дав разом зі своєю дочкою, колоратурною сопрано Анною Квартін, у Метрополітен-опера 27 квітня 1920 року перед аудиторією з 4000 осіб. У статті йдеться: «Савіл Квартін, кантор-тенор, який користується великою репутацією в усіх європейських країнах, дав дебютний концерт у Метрополітен-опері у вівторок увечері, 27 квітня. Його зустріли оваціями, коли він вийшов на сцену, і знадобився значний час, перш ніж він зміг заспівати свій перший номер. Після цього публіка зустріла їх бурхливими оплесками, які не вщухали аж до виходу на біс». Його онука Евелін Лір також стала успішною сопрано.
Він помер у 1952 році у своєму будинку за адресою Юніон-стріт, 1254, у районі Краун-Хайтс, Бруклін.

## Сім'я
Частина його родини втекла до Бразилії під час Другої світової війни. Їхні нащадки живуть у північно-східному регіоні Бразилії, у штаті Сеара.